# Michael Herty

Michael Herty (2.v.r., vorne) mit einer Gruppe von Radrennfahrern in Breslau (1898)

Michael Herty (* 31. Januar 1869 in Klein-Steinheim; † 20. Jahrhundert) war ein deutscher Bahnradsportler.
Michael Herty gehörte zu den Pionieren des deutschen Radsports. 1890 bestritt er sein erstes Rennen in Aschaffenburg (noch auf dem Hochrad), musste jedoch zunächst seine sportlichen Ambitionen zurückstecken, da er im elterlichen Geschäft mitarbeitete. Ab 1893 konzentrierte er sich aber auf den Radsport, ein Jahr lang als Amateur. Als dem Deutschen Radfahrerbund bekannt wurde, dass er Geldpreise angenommen hatte, wurde er zum Profi erklärt. Daraufhin ging Herty nach Italien, um ausreichend Startmöglichkeiten zu finden und gewann 1895 in Rom zwei „Große Preise“. 1897 wurde er deutscher Vize-Meister im Sprint hinter Willy Arend. Insgesamt errang er bei Radrennen 227 erste, 156 zweite und 114 dritte Plätze.
1897 beendete Herty seine aktive Radsportlaufbahn, heiratete, baute ein Anwesen in seiner Heimatstadt und neben das Haus eine Radrennbahn. Er führte ein gut gehendes Kaufmannsgeschäft sowie eine Fahrradhandlung und war Mitglied im TFC Steinheim 1884. 1907 erbaute er eine Gaststätte mit Veranstaltungssaal (der „Herty’sche Saal“), in dem sein Bruder Adam 1912 ein Kino eröffnete. Nachdem Adam Herty 1916 vor Verdun gefallen war, stellte Michael Herty den Kinobetrieb wieder ein. Nach Kriegsende 1918 diente der Saal den rückkehrenden Mannschaften als Unterkunft sowie den Hanauer Garnisonen als Veranstaltungsort für ihre Feiern.